# Concistori di papa Martino V

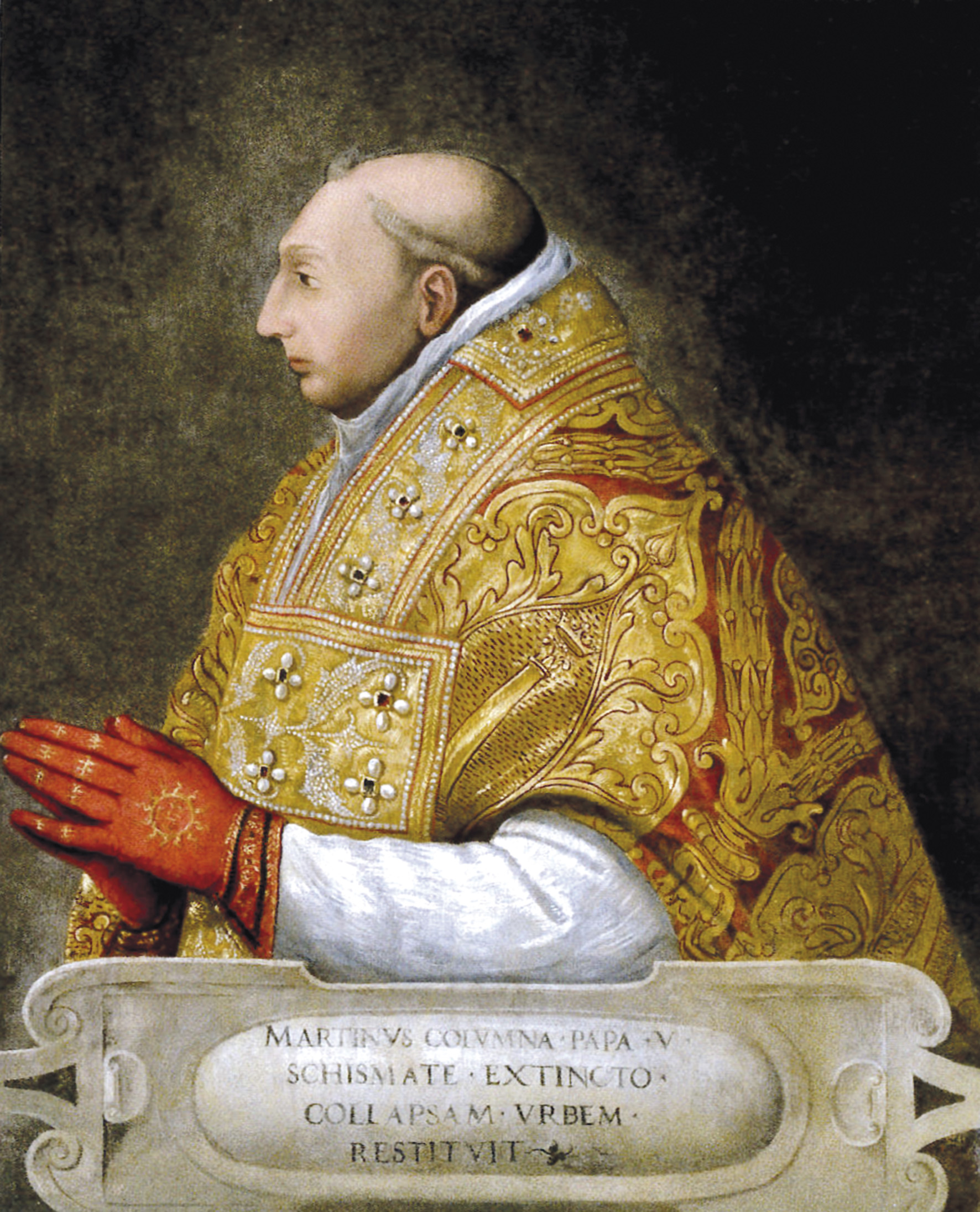
Papa Martino V

Questa voce raccoglie l'elenco completo dei Concistori per la creazione di nuovi cardinali presieduti da papa Martino V, con l'indicazione di tutti i cardinali creati. In quattro concistori, Martino V ha creato 17 cardinali, provenienti da cinque nazioni: 7 italiani, 5 francesi, 3 spagnoli, 1 inglese e 1 boemo.

## 23 giugno 1419 (I)
Il 23 giugno 1419, durante il suo primo concistoro, papa Martino V creò un nuovo cardinale:
- Baldassarre Cossa, cardinale vescovo di Frascati (già Antipapa Giovanni XXIII per l'obbedienza pisana dal 1410 al 1417, quando si riconciliò con Papa Martino V); deceduto il 22 dicembre 1419.

## 23 luglio 1423 (II)
Il 23 luglio 1423, papa Martino V creò 2 nuovi cardinali riservati in pectore, primo ad inaugurare questa pratica. I due porporati furono:
- Domingo Ram y Lanaja, C.R.S.A., vescovo di Lérida (Spagna); creato cardinale presbitero dei Santi Giovanni e Paolo; la sua nomina venne confermata nel concistoro del 1426, ma pubblicata solo in quello del 1430; deceduto il 25 aprile 1445.
- Domenico Capranica, segretario papale e chierico della Camera Apostolica; creato cardinale diacono di Santa Maria in Via Lata; la sua nomina venne confermata nel concistoro del 1426, ma pubblicata solo in quello del 1430; deceduto il 14 agosto 1458.

## 24 maggio 1426 (III)
Il 24 maggio 1426, papa Martino V confermò la nomina dei cardinali in pectore Ram y Lanaja e Capranica, senza tuttavia pubblicarli, e creò 10 nuovi cardinali più 4 nominati in pectore. I dieci nuovi porporati furono:
- Jean de la Rochetaillée, arcivescovo di Rouen (Francia); creato cardinale presbitero di San Lorenzo in Lucina; deceduto il 24 marzo 1437.
- Louis Aleman, Can.Reg. Saint-Jean (Lione), arcivescovo di Arles (Francia); creato cardinale presbitero di Santa Cecilia; deposto nel dicembre 1440 a causa del sostegno dato all'Antipapa Felice V; restaurato nel cardinalato da Papa Niccolò V nel dicembre 1449; deceduto il 16 ottobre 1450; beatificato nel 1527.
- Henry Beaufort, vescovo di Winchester (Inghilterra); creato cardinale presbitero di Sant'Eusebio; deceduto l'11 aprile 1447.
- Jan Železný, O.Praem., vescovo di Olomouc (Moravia); amministratore apostolico di Litomyšl e di Praga (Boemia); creato cardinale presbitero di San Ciriaco alle Terme Diocleziane; deceduto il 9 ottobre 1430.
- Antonio Casini, vescovo di Siena, creato cardinale presbitero di San Marcello; deceduto il 4 febbraio 1439.
- Niccolò Albergati, O.Cart., vescovo di Bologna, creato cardinale presbitero di Santa Croce in Gerusalemme; deceduto il 9 maggio 1443.; beatificato nel 1741
- Raimond Mairose, vescovo di Castres (Francia); creato cardinale presbitero di Santa Prassede; deceduto il 21 ottobre 1427.
- Juan de Cervantes, arcidiacono di Siviglia (Castiglia); creato cardinale presbitero di San Pietro in Vincoli; deceduto il 25 novembre 1453.
- Ardicino della Porta, senior, chierico della Camera Apostolica, creato cardinale diacono dei Santi Cosma e Damiano; deceduto il 9 aprile 1434.
- Hugues de Lusignan, arcivescovo di Nicosia e patriarca titolare di Gerusalemme, creato cardinale diacono di Sant'Adriano al Foro; deceduto prima del 24 agosto 1442.

Oltre ai dieci cardinali sopra citati, ne creò anche due in pectore:
- Prospero Colonna, nipote di Sua Santità e protonotario apostolico; creato cardinale diacono di San Giorgio in Velabro; pubblicato nel concistoro del 1430; deceduto il 24 marzo 1463.
- Giuliano Cesarini, senior, referendario del Supremo Tribunale della Segnatura Apostolica e protonotario apostolico; creato cardinale diacono di Sant'Angelo in Pescheria; pubblicato nel  concistoro del 1430; deceduto il 10 novembre 1444.

## 8 novembre 1430 (IV)
L'8 novembre 1430, durante il suo ultimo concistoro, papa Martino V pubblicò i cardinali in pectore Colonna e Cesarini. Inoltre, ne creò altri due riservati in pectore che però verranno pubblicati dal suo successore Papa Eugenio IV:
- Juan Casanova, O.P., vescovo di Elne (Francia); creato cardinale presbitero di San Sisto; pubblicato nel concistoro del 4 luglio 1431; deceduto il 1º marzo 1436.
- Guillaume Ragutel de Montfort, vescovo di Saint-Malo (Francia); creato cardinale presbitero di Sant'Anastasia; pubblicato nel concistoro dell'11 marzo 1432; deceduto il 27 settembre 1432.

## Fonti
- (EN) Salvador Miranda, Martin V, su fiu.edu – The Cardinals of the Holy Roman Church, Florida International University.